# (2002) Euler
(2002) Euler ist ein Asteroid des Hauptgürtels, der am 29. August 1973 von der russischen Astronomin Tamara Michailowna Smirnowa am Krim-Observatorium in Nautschnyj entdeckt wurde.
Er wurde benannt nach dem Schweizer Mathematiker und Physiker Leonhard Euler.